# Aleksandar Todorovski
Aleksandar Todorovski es un defensa macedonio de origen serbio que actualmente juega en el FK Radnički Niš de la Superliga de Serbia.

## Carrera deportiva
Sus exequipos son los equipos serbios, Radnički Belgrado, con el que hizo su debut profesional en el 2002 y el FK Rad Belgrado, equipo con el que volvió a jugar después de varias temporadas en el fútbol chipriota (APOEL FC, Digenis Morphou, AEL Limassol FC).
El 25 de febrero de 2011 firma un contrato de 3 años con el club polaco Polonia Warszawa, para recalar en las filas del Sturm Graz austriaco en el 2013.
En enero del 2015 vuelve al fútbol polaco para formar parte del Zagłębie Lubin.

### Clubes
| Equipo            | País    | Año       | Partidos |
| ----------------- | ------- | --------- | -------- |
| Radnički Belgrado | Serbia  | 2002-2005 | 49       |
| APOEL FC          | Chipre  | 2005-2006 | 5        |
| Digenis Morphou   | Chipre  | 2006-2007 | 24       |
| AEL Limassol      | Chipre  | 2007-2008 | 14       |
| FK Rad            | Serbia  | 2008-2011 | 63       |
| Polonia Varsovia  | Polonia | 2011-2013 | 41       |
| Sturm Graz        | Austria | 2013-2015 | 28       |
| Zagłębie Lubin    | Polonia | 2015-2018 | 74       |
| FK Radnički Niš   | Serbia  | 2018-     | 0        |

## Selección nacional
A pesar de haber formado parte de la selección Serbia sub-19, en el año 2010 paso a engrosar las filas de la selección de fútbol de Macedonia del Norte.